# Jespák rudokrký
Jespák rudokrký, nazývaný také jespák rudohrdlý (Calidris ruficollis), je malý druh jespáka z podřádu bahňáků. Je velmi podobný jespáku malému, od něhož se ve svatebním šatu liší oranžovou stranou hlavy a hrdlem, po stranách hrudi je tmavě čárkovaný. Mladí ptáci jsou obtížně odlišitelní. Hnízdí v severovýchodní Sibiři, do Evropy se jen vzácně zatoulává. Výjimečně byl zastižen také v České republice (v září 1998 u Kojetína).

## Galerie

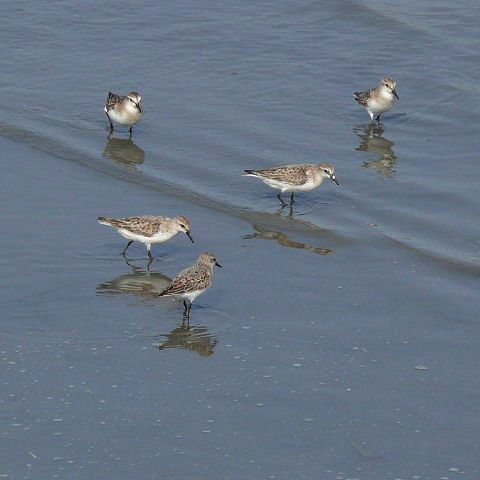
Jespáci rudokrcí v prostém šatu